# Barranc de Llacs
El Barranc de Llacs és un barranc que discorre dins del terme municipal de la Vall de Boí, a la comarca de l'Alta Ribagorça, i dins el Parc Nacional d'Aigüestortes i Estany de Sant Maurici.

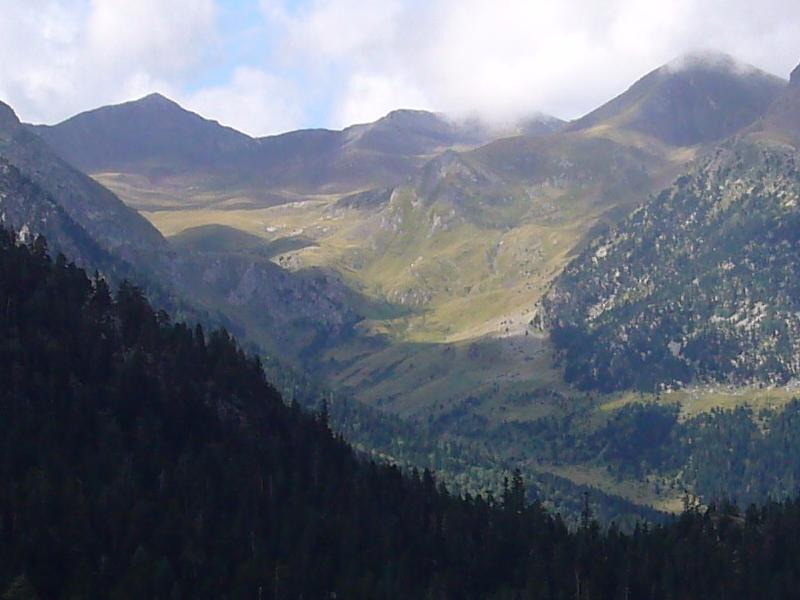
Montanyó de Llacs vist des del Barranc de Contraix. El Barranc de l'esquerra és el del Montanyó, que, després de captar el de la Canal Seca (el de la dreta), es junta amb el de les Mussoles per desaiguar al de Llacs.

«Llacs és el plural de llac, llot, fangar, per l'acumulació d'al·luvions a la confluència de la Vall del Muntanyó i les dues de Mussoles».
És afluent per l'esquerra del Riu de Sant Nicolau. Té el naixement a 1.790, per sota del Bony del Graller, en el punt de confluència del Barranc de les Mussoles per la dreta i del Barranc del Montanyó per l'esquerra. Discorra direcció nord, per la Ribera de Llacs fins a desaiguar al Planell de Sant Esperit.